# Carcagny
Carcagny ist eine französische Gemeinde mit 275 Einwohnern (Stand: 1. Januar 2022) im Département Calvados in der Region Normandie. Sie gehört zum Arrondissement Bayeux und zum Kanton Thue et Mue. Die Einwohner werden als Carcois bezeichnet.

## Geografie
Carcagny liegt etwa 8 km südöstlich von Bayeux. Umgeben wird die Gemeinde von Vaux-sur-Seulles im Norden, Martragny im Nordosten, Sainte-Croix-Grand-Tonne im Osten, Loucelles im Südosten, Ducy-Sainte-Marguerite im Süden, Condé-sur-Seulles im Südwesten sowie Nonant in westlicher und nordwestlicher Richtung.

## Bevölkerungsentwicklung
| Jahr                             | 1793 | 1836 | 1876 | 1926 | 1946 | 1968 | 1990 | 2016 |
| Einwohner                        | 495  | 563  | 348  | 207  | 219  | 192  | 250  | 284  |
| Quelle: Cassini, EHESS und INSEE |      |      |      |      |      |      |      |      |

## Gemeindepartnerschaften
Seit 1993 unterhält Carcagny eine Partnerschaft mit dem polnischen Dorf Gąsawa.

## Sehenswürdigkeiten

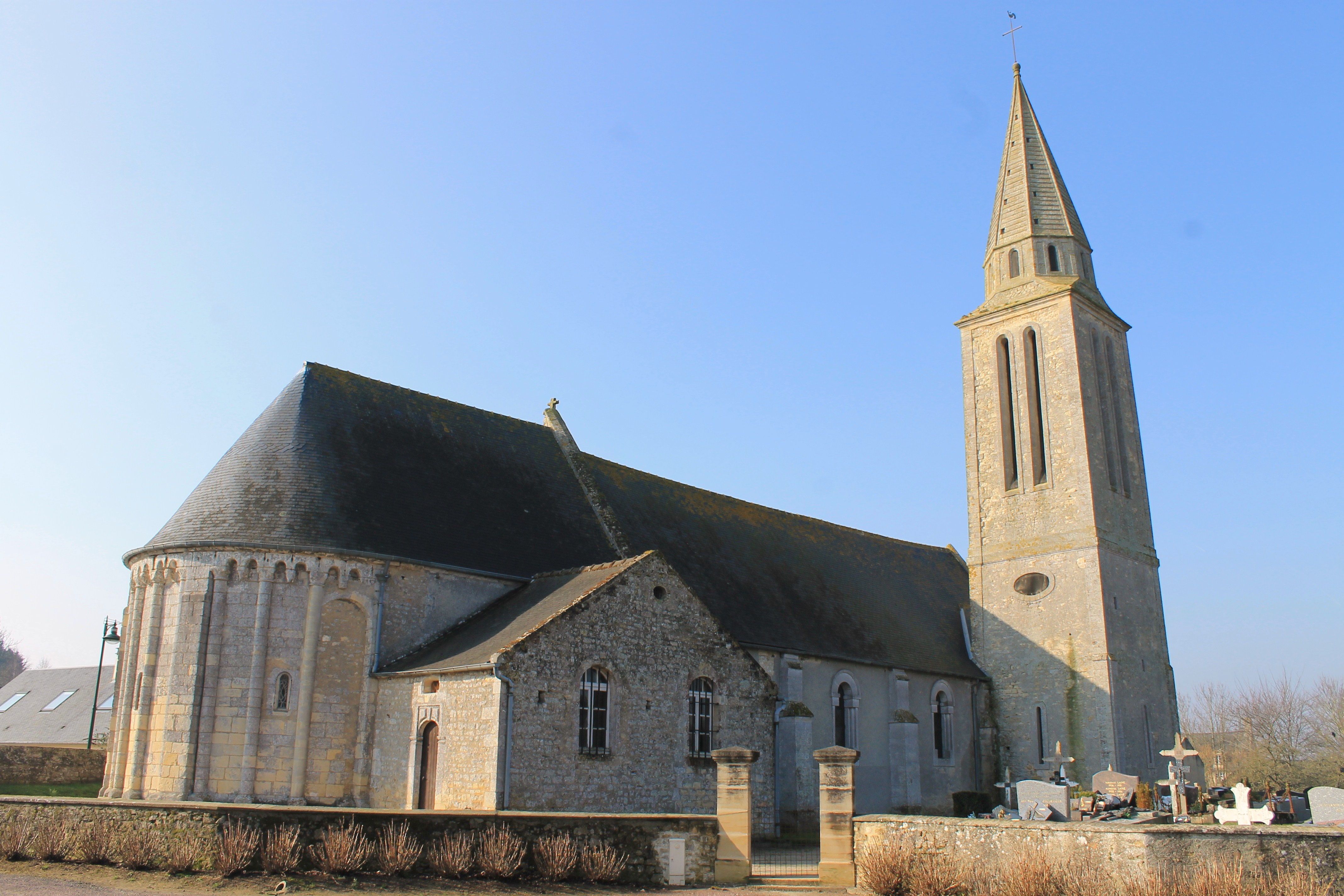
Kirche Saint-Pierre

- Kirche Saint-Pierre aus dem 11. Jahrhundert, beinhaltet über die Jahrhunderte hinzugefügte Elemente
- neugotisches Schloss aus dem 19. Jahrhundert